# イートン (オートバイ)
イートン（E-TON）は、益通動能科技の電動車いす、ATV、スクーターブランドである。1981年に前身となる基益企業動力部が設立。1997年にはE-TONブランドを創設しATVの生産を開始。2000年には電動スクーターの製造販売を開始。2007年には基益母公司から独立。2009年には電動バイクのe-MOの製造を開始する。
日本にはE-TON JAPANとロフトジャパンが総代理店として輸入している。販売・在庫管理はロフトジャパンが担当する。

## 車種

### ATV
- DRACO 50
- VIPERst50
- VIPERst50V
- YUKON st50WC
- VIPER 90 4S
- VIPER 90R 4S
- CHALLENGER 150
- VIPER ST 150
- YUKON 150
- ROVER GT
- VECTOR 250
- VECTOR 250ST
- VECTOR 300ST

### スクーター
- SPORT 50
- SPORT 150
- MATRIX 50
- MATRIX 150
- BEAMER 50
- BEAMER 150

### 電動スクーター
- e-MO
- e-MO PLUS
- e-GO